# Шула
Шула је насеље у општини Пљевља у Црној Гори. Према попису из 2003. било је 462 становника (према попису из 1991. било је 592 становника).

## Демографија
У насељу Шула живи 386 пунолетних становника, а просечна старост становништва износи 44,5 година (42,7 код мушкараца и 46,0 код жена). У насељу има 169 домаћинстава, а просечан број чланова по домаћинству је 2,73.
Ово насеље је углавном насељено Србима (према попису из 2003. године), а у последња три пописа, примећен је пад у броју становника.
|  |

| Демографија | Демографија | Демографија |
| Година      | Становника  | Становника  |
| ----------- | ----------- | ----------- |
|             |             |             |
|             |             |             |
|             |             |             |
|             |             |             |
| 1948.       | 177         |             |
| 1953.       | 291         |             |
| 1961.       | 909         |             |
| 1971.       | 1.233       |             |
| 1981.       | 995         |             |
| 1991.       | 592         | 589         |
| 2003.       | 547         | 462         |
|             |             |             |

| Етнички састав према попису из 2003.‍ | Етнички састав према попису из 2003.‍ | Етнички састав према попису из 2003.‍ | Етнички састав према попису из 2003.‍ | Етнички састав према попису из 2003.‍ |
| ------------------------------------ | ------------------------------------ | ------------------------------------ | ------------------------------------ | ------------------------------------ |
|                                      |                                      |                                      |                                      |                                      |
| Срби                                 | Срби                                 |                                      | 339                                  | 73,37%                               |
| Црногорци                            | Црногорци                            |                                      | 115                                  | 24,89%                               |
| Муслимани                            | Муслимани                            |                                      | 1                                    | 0,21%                                |
| непознато                            | непознато                            |                                      | 0                                    | 0,0%                                 |

| Година пописа     | 1948. | 1953. | 1961. | 1971. | 1981. | 1991. | 2003. |
| ----------------- | ----- | ----- | ----- | ----- | ----- | ----- | ----- |
| Број домаћинстава | 35    | 75    | 262   | 329   | 231   | 169   | 169   |

| Број чланова      | 1   | 2  | 3  | 4  | 5  | 6  | 7 | 8 | 9 | 10 и више | Просек |
| ----------------- | --- | -- | -- | -- | -- | -- | - | - | - | --------- | ------ |
| Број домаћинстава | 169 | 37 | 50 | 31 | 32 | 13 | 3 | 3 | 0 | 0         | 0      |

| Пол    | Укупно | Неожењен/Неудата | Ожењен/Удата | Удовац/Удовица | Разведен/Разведена | Непознато |
| ------ | ------ | ---------------- | ------------ | -------------- | ------------------ | --------- |
| Мушки  | 188    | 55               | 123          | 8              | 2                  | 0         |
| Женски | 209    | 33               | 122          | 48             | 4                  | 2         |
| УКУПНО | 397    | 88               | 245          | 56             | 6                  | 2         |

| Пол    | Укупно                    | Пољопривреда, лов и шумарство | Рибарство                            | Вађење руде и камена | Прерађивачка индустрија       |
| ------ | ------------------------- | ----------------------------- | ------------------------------------ | -------------------- | ----------------------------- |
| Мушки  | 52                        | 6                             | 0                                    | 17                   | 0                             |
| Женски | 15                        | 1                             | 0                                    | 0                    | 3                             |
| УКУПНО | 67                        | 7                             | 0                                    | 17                   | 3                             |
| Пол    | Производња и снабдевање   | Грађевинарство                | Трговина                             | Хотели и ресторани   | Саобраћај, складиштење и везе |
| Мушки  | 2                         | 0                             | 0                                    | 1                    | 3                             |
| Женски | 0                         | 0                             | 0                                    | 1                    | 0                             |
| УКУПНО | 2                         | 0                             | 0                                    | 2                    | 3                             |
| Пол    | Финансијско посредовање   | Некретнине                    | Државна управа и одбрана             | Образовање           | Здравствени и социјални рад   |
| Мушки  | 0                         | 0                             | 16                                   | 5                    | 0                             |
| Женски | 0                         | 0                             | 1                                    | 6                    | 1                             |
| УКУПНО | 0                         | 0                             | 17                                   | 11                   | 1                             |
| Пол    | Остале услужне активности | Приватна домаћинства          | Екстериторијалне организације и тела | Непознато            | Непознато                     |
| Мушки  | 0                         | 0                             | 0                                    | 2                    | 2                             |
| Женски | 0                         | 0                             | 0                                    | 2                    | 2                             |
| УКУПНО | 0                         | 0                             | 0                                    | 4                    | 4                             |